# پادشاهی ساردنی
پادشاهی ساردنی (به ایتالیایی: Regno di Sardegna؛ ساردنیایی: Rennu de Sardigna) که به عنوان پیمونت-ساردنی نیز شناخته شده‌است، قلمرو تحت فرمان دودمان ساوی از ۱۷۲۰ تا ۱۸۶۱ میلادی بود. پادشاهی ساردنی با سپردن تاج ساردنی به شاه ویکتور آمادئوس دوم ساووا پس از پیمان لاهه (۱۷۲۰) شکل گرفت. او در عوض فرمانروایی بر ساردنی و کسب عنوان شاه ساردنی، فرمانروایی سیسیل را به امپراتوری اتریش واگذار کرد. پس از کنگره وین در ۱۸۱۵، قلمرو پادشاهی ساردنی شامل ساردنی، ساووا، پیمونت، لیگوریا و نیس بود. طی بخش اعظم قرون ۱۸ و ۱۹ میلادی، مرکز اقتصادی و سیاسی این سرزمین، شهر تورین در پیمونت واقع در سرزمین اصلی ایتالیا بود. در ۱۸۶۰ میلادی مناطق نیس و ساووا به فرانسه واگذار شدند؛ در عوض، قرار شد تا فرانسه به ساردنی در یکپارچه کردن ایتالیا کمک کند. در ۱۸۶۱ میلادی، پادشاهی ساردنی با الحاق دولت‌های دیگر ایتالیا به قلمرو خود، پادشاهی جدید ایتالیا را به وجود آورد.
این پادشاهی یکی از اعضای شورای آرگون بود و در ابتدا شامل جزایر کرس و ساردینیا بود، که حاکمیت بر هر دوی آنها توسط پاپ ادعا می شد، که به آنها به عنوان یک فیوف، ("پادشاهی ساردینیا و" کورس")، به جیمز دوم پادشاه آراگون در سال ۱۲۹۷. در آغاز در سال ۱۳۲۴، جیمز و جانشینانش جزیره ساردینیا را فتح کردند و بالفعل اقتدار قانونی خود را ایجاد کردند. در سال ۱۴۲۰، پس از جنگ ساردین و آراگون، آخرین ادعای رقیب برای جزیره خریداری شد. پس از اتحاد تاج های آراگون و کاستیا، ساردینیا بخشی از امپراتوری رو به رشد اسپانیا شد.
در سال ۱۷۲۰، این جزیره و پادشاهی آن توسط هابسبورگ و بوربون مدعیان تاج و تخت اسپانیا به دوک ساووی، ویکتور آمادئوس دوم واگذار شد. ساوایی ها آن را با دارایی های تاریخی خود در سرزمین اصلی ایتالیا متحد کردند و این پادشاهی به تدریج با ایالت های سرزمین اصلی یکسان شد که علاوه بر ساووی و آئوستا، دارایی های سلسله ای مانند شاهزاده پیه‌مونته و شهرستان نیس در هر دو کشور را شامل می شد. که ساوایی ها به ترتیب از قرن سیزدهم و سال ۱۳۸۸ کنترل خود را اعمال می کردند. نام رسمی این ایالت مرکب «ایالات اعلیحضرت پادشاه ساردینیا» بود و از آن به عنوان ساردینا-پیه‌مونته یا به اشتباه پادشاهی از پیه‌مونته یاد میشود ، زیرا جزیزه ساردینیا همیشه در درجه دوم اهمیت سلطنت قرار داشته است. تحت حکومت ساوویارد، دولت پادشاهی، طبقه حاکم، مدل‌های فرهنگی و مرکز جمعیت به طور کامل در سرزمین اصلی قرار داشتند. بنابراین، در حالی که پایتخت جزیره ساردینیا و مقر نایب السلطنه آن همیشه کالیاری بوده است، شهر تورین، پایتخت ساووی از اواسط قرن شانزدهم، شهر پیدمونتی بود که بالفعل مقر قدرت بود. این وضعیت با ادغام کامل در سال ۱۸۴۷، زمانی که تمام نهادهای دولتی پادشاهی در تورین متمرکز شدند، به وضعیت رسمی اعطا شد.
هنگامی که قلمروهای سرزمین اصلی دودمان ساوی اشغال شد و در نهایت توسط فرانسه ناپلئونی ضمیمه شد، پادشاه ساردینیا به طور موقت برای اولین بار در تاریخ ساردینیا تحت فرمانروایی ساویار در جزیره اقامت کرد. کنگره وین (۱۵-۱۸۱۴)، که اروپا را پس از شکست ناپلئون بازسازی کرد، دارایی های سرزمین اصلی آن را به ساووی بازگرداند و آنها را با لیگوریا که از جمهوری جنوا گرفته شده بود، افزایش داد. پس از الحاق ژنو به سوئیس، معاهده تورین (۱۸۱۶) کاروژ و مناطق مجاور آن را به کانتون ژنو سوئیس جدید منتقل کرد. در سال‌های ۱۸۴۷–۱۸۴۸، از طریق اقدام اتحادیه‌ای مشابه با اتحادیه بین بریتانیای کبیر و ایرلند، ایالت‌های مختلف ساوایی تحت یک نظام حقوقی با پایتختی تورین متحد شدند و قانون اساسی به نام [Statuto Albertino] را اعطا کردند.
در زمان جنگ کریمه در سال ۱۸۵۳، ساوایی ها پادشاهی را به یک قدرتمند تبدیل کردند. به دنبال الحاق لمباردی (۱۸۵۹)، ایالات مرکزی ایتالیا و دو سیسیل (۱۸۶۰)، ونتیا (۱۸۶۶)، و ایالات پاپ (۱۸۷۰) شد. در ۱۷ مارس ۱۸۶۱، برای انعکاس دقیق‌تر گستره جغرافیایی، فرهنگی و سیاسی جدید، پادشاهی ساردینیا نام خود را به پادشاهی ایتالیا تغییر داد و پایتخت آن در نهایت ابتدا به فلورانس و سپس به رم منتقل شد. بنابراین پادشاهی پیه مونت ساردینیا به رهبری ساویا سلف قانونی پادشاهی ایتالیا بود که به نوبه خود سلف جمهوری ایتالیای کنونی کنونی است.